# Imagine Dragons
Imagine Dragons är ett indierockband från USA som bildades i Las Vegas 2008. De slog igenom med sin låt Radioactive 2012. Låten var med i en reklamfilm samma år för datorspelet Assassin's Creed III och fick stor spridning.

## Bakgrund

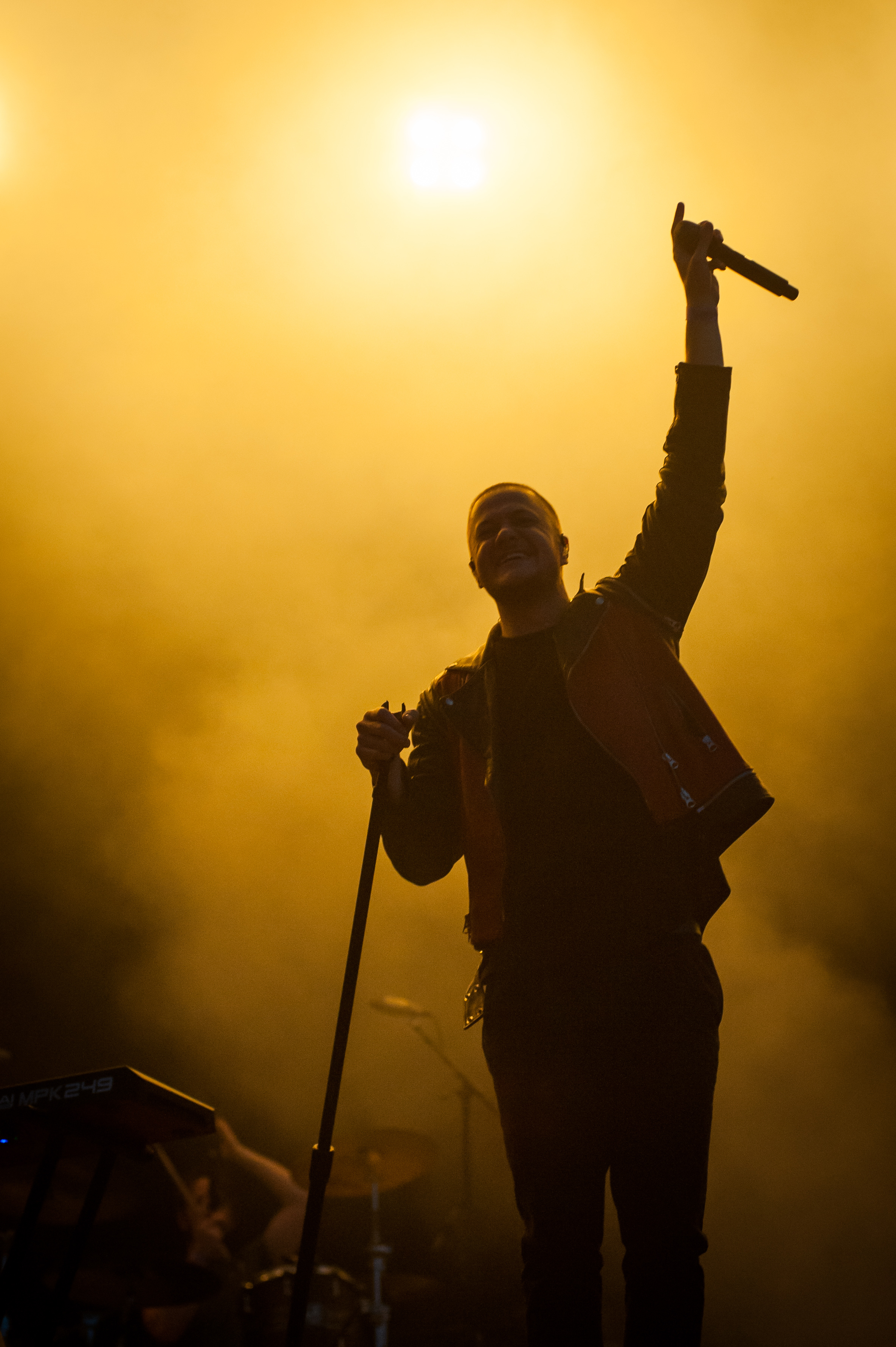
Dan Reynolds, sångare i Imagine Dragons, live på Ilosaarirock 2017 i Finland.

Sångaren Dan Reynolds träffade gitarristen Wayne Sermon 2008 i Utah, där Reynolds gick i skolan och Sermon bodde efter att han tagit examen från Berklee College of Music. De båda anslöt Ben Mckee, Andrew Tolman och Brittany Tolman och etablerade sig i Las Vegas. Bandet bodde tillsammans i Las Vegas, där de spelade in och släppte sina första tre EP, Imagine Dragons, Hell and Silence och It's Time, innan de fick ett skivkontrakt med Interscope Records i början av 2012.

## Diskografi

### Studioalbum
| År   | Titel           | Listplaceringar | Listplaceringar | Listplaceringar | Listplaceringar | Listplaceringar | Information              |
| År   | Titel           | SWE             | NOR             | GER             | UK              | US              | Information              |
| ---- | --------------- | --------------- | --------------- | --------------- | --------------- | --------------- | ------------------------ |
| 2012 | Night Visions   | 7 (92 veckor)   | 3 (56 veckor)   | 6 (71 veckor)   | 2 (125 veckor)  | 2 (299 veckor)  | Släppt: 4 september 2012 |
| 2015 | Smoke + Mirrors | 21 (36 veckor)  | 11 (21 veckor)  | 3 (16 veckor)   | 1 (38 veckor)   | 1 (107 veckor)  | Släppt: 17 februari 2015 |
| 2017 | Evolve          | 2 (... veckor)  | 1 (... veckor)  | 3 (... veckor)  | 3 (... veckor)  | 2 (... veckor)  | Släppt: 23 juni 2017     |
| 2018 | Origins         |                 |                 |                 |                 |                 | Släppt: 9 november 2018  |
| 2021 | Mercury - Act 1 |                 |                 |                 |                 |                 | Släppt: 3 September 2021 |
| 2022 | Mercury - Act 2 |                 |                 |                 |                 |                 | Släppt: 1 Juli 2022      |
| 2024 | Loom            |                 |                 |                 |                 |                 |                          |

### EP
| År   | Titel                     | Listplaceringar | Listplaceringar | Information              |
| År   | Titel                     | SWE             | US              | Information              |
| ---- | ------------------------- | --------------- | --------------- | ------------------------ |
| 2009 | Imagine Dragons           | —               | —               | Släppt: 1 september 2009 |
| 2010 | Hell and Silence          | —               | —               | Släppt: 1 juni 2010      |
| 2011 | It's Time                 | —               | —               | Släppt: 12 mars 2011     |
| 2012 | Continued Silence EP      | 20 (3 veckor)   | 40 (16 veckor)  | Släppt: 14 februari 2012 |
| 2012 | Hear Me                   | —               | —               | Släppt: 25 november 2012 |
| 2013 | The Archive               | —               | 134 (2 veckor)  | Släppt: 12 februari 2013 |
| 2013 | iTunes Session            | —               | 56 (1 vecka)    | Släppt: 28 maj 2013      |
| 2015 | Shots                     | —               | —               | Släppt: 4 maj 2015       |
| 2017 | Live at AllSaints Studios | —               | —               | Släppt: 4 augusti 2017   |

### Singlar
| 2012                  | "It’s Time" Night Visions                    | 36 (6 veckor)   | –              | 20 (23 veckor)  | 23 (16 veckor)  | 15 (47 veckor)           | Släppt: 6 februari 2012                                                                       |      |                                            |               |               |               |                |                |                                                                                               |
| 2012                  | "Radioactive" Night Visions                  | 1 (81 veckor)   | 2 (32 veckor)  | 4 (65 veckor)   | 12 (107 veckor) | 3 (87 veckor)            | Släppt: 2 april 2012                                                                          |      |                                            |               |               |               |                |                |                                                                                               |
| 2012                  | "Hear Me" Night Visions                      | –               | –              | –               | 37 (1 vecka)    | –                        | Släppt: 24 november 2012                                                                      |      |                                            |               |               |               |                |                |                                                                                               |
| 2013                  | "Demons" Night Visions                       | 7 (54 veckor)   | –              | 15 (36 veckor)  | 13 (44 veckor)  | 6 (61 veckor)            | Släppt: 28 januari 2013                                                                       |      |                                            |               |               |               |                |                |                                                                                               |
| 2013                  | "On Top of the World" Night Visions          | 40 (11 veckor)  | –              | 13 (30 veckor)  | 34 (19 veckor)  | 79 (20 veckor)           | Släppt: 18 mars 2013                                                                          |      |                                            |               |               |               |                |                |                                                                                               |
| 2013                  | "Monster" Infinity Blade III                 | –               | –              | –               | –               | 78 (1 vecka)             | Släppt: 19 september 2013                                                                     |      |                                            |               |               |               |                |                |                                                                                               |
| 2014                  | "Battle Cry" Transformers: Age of Extinction | –               | –              | –               | –               | –                        | Släppt: 2 juni 2014                                                                           |      |                                            |               |               |               |                |                |                                                                                               |
| 2014                  | "Warriors" The Divergent Series: Insurgent   | 7 (19 veckor)   | –              | 58 (8 veckor)   | 54 (3 veckor)   | –                        | Släppt: 17 september 2014                                                                     |      |                                            |               |               |               |                |                |                                                                                               |
| 2014                  | "I Bet My Life" Smoke + Mirrors              | –               | –              | 65 (1 vecka)    | 27 (6 veckor)   | 28 (22 veckor)           | Släppt: 27 oktober 2014                                                                       |      |                                            |               |               |               |                |                |                                                                                               |
| 2014                  | "Gold" Smoke + Mirrors                       | –               | –              | –               | –               | –                        | Släppt: 16 december 2014                                                                      |      |                                            |               |               |               |                |                |                                                                                               |
| 2015                  | "Shots" Smoke + Mirrors                      | 51* (40 veckor) | 3* (28 veckor) | 60 (14 veckor)  | 91 (2 veckor)   | 75 (3 veckor)            | Släppt: 26 januari 2015 *(Broiler Remix)                                                      |      |                                            |               |               |               |                |                |                                                                                               |
| 2015                  | "Roots"                                      | –               | –              | –               | –               | 77 (1 vecka)             | Släppt: 27 augusti 2015                                                                       |      |                                            |               |               |               |                |                |                                                                                               |
| 2015                  | "I Was Me"                                   | –               | –              | –               | –               | –                        | Släppt: 12 oktober 2015                                                                       |      |                                            |               |               |               |                |                |                                                                                               |
| 2016                  | "Sucker for Pain" Suicide Squad: The Album   | 9 (18 veckor)   | 3 (16 veckor)  | 8 (29 veckor)   | 11 (22 veckor)  | 15 (22 veckor)           | Släppt: 24 juni 2016 (med Lil Wayne & Wiz Khalifa feat. Logic, Ty Dolla Sign & X Ambassadors) |      |                                            |               |               |               |                |                |                                                                                               |
| 2016                  | "Levitate" Passengers                        | –               | –              | –               | –               | –                        | Släppt: 28 november 2016                                                                      |      |                                            |               |               |               |                |                |                                                                                               |
| 2017                  | "Believer" Evolve                            | 22 (47 veckor)  | 13 (15 veckor) | 23 (51 veckor)  | 42 (32 veckor)  | 4 (52 veckor)            | Släppt: 1 februari 2017                                                                       |      |                                            |               |               |               |                |                |                                                                                               |
| 2017                  | "Thunder" Evolve                             | 10 (49 veckor)  | 12 (23 veckor) | 2 (50 veckor)   | 20 (28 veckor)  | 4 (52 veckor)            | Släppt: 27 april 2017                                                                         |      |                                            |               |               |               |                |                |                                                                                               |
| 2017                  | "Walking the Wire" Evolve                    | –               | –              | 97 (1 vecka)    | –               | –                        | Släppt: 16 juni 2017                                                                          |      |                                            |               |               |               |                |                |                                                                                               |
| 2017                  | "I Don’t Know Why" Evolve                    | 96 (1 veckor)   | –              | –               | –               | –                        | Släppt: 23 juni 2017                                                                          |      |                                            |               |               |               |                |                |                                                                                               |
| 2017                  | "Whatever It Takes" Evolve                   | 85 (9 veckor)   | –              | 7 (31 veckor)   | 93 (1 vecka)    | 12 (21 veckor)           | Släppt: 12 oktober 2017                                                                       |      |                                            |               |               |               |                |                |                                                                                               |
| 2017                  | "Thunder / Young, Dumb & Broke (Medley)"     | –               | –              | –               | –               | 69 (1 vecka)             | Släppt: 20 december 2017 (med Khalid)                                                         |      |                                            |               |               |               |                |                |                                                                                               |
| 2018                  | "Next to Me" Evolve                          | 72 (1 vecka)    | –              | –               | 98 (1 vecka)    | –                        | Släppt: 21 februari 2018                                                                      |      |                                            |               |               |               |                |                |                                                                                               |
| 2018                  | "Born to Be Yours"                           | 4 (... veckor)  | 6 (... veckor) | 27 (... veckor) | 68 (... veckor) | 74 (... veckor)          | Släppt: 15 juni 2018 (med Kygo)                                                               |      |                                            |               |               |               |                |                |                                                                                               |
| 2018                  | "Natural"                                    | 81 (... veckor) | –              | 62 (... veckor) | 82 (... vecka)  | 37 (... vecka)           | Släppt: 17 juli 2018                                                                          | 2016 | "Sucker for Pain" Suicide Squad: The Album | 9 (18 veckor) | 3 (16 veckor) | 8 (29 veckor) | 11 (22 veckor) | 15 (22 veckor) | Släppt: 24 juni 2016 (med Lil Wayne & Wiz Khalifa feat. Logic, Ty Dolla Sign & X Ambassadors) |
| "Levitate" Passengers | –                                            | –               | –              | –               | –               | Släppt: 28 november 2016 |                                                                                               | 2016 |                                            |               |               |               |                |                |                                                                                               |

'